# Erica erasmia
Erica erasmia är en ljungväxtart som beskrevs av Dulfer. Erica erasmia ingår i släktet klockljungssläktet, och familjen ljungväxter. Inga underarter finns listade i Catalogue of Life.